# Menetus floridensis
Menetus floridensis är en snäckart som beskrevs av F. C. Baker 1945. Menetus floridensis ingår i släktet Menetus och familjen posthornssnäckor. IUCN kategoriserar arten globalt som livskraftig. Inga underarter finns listade i Catalogue of Life.